# Vícenásobná hvězda

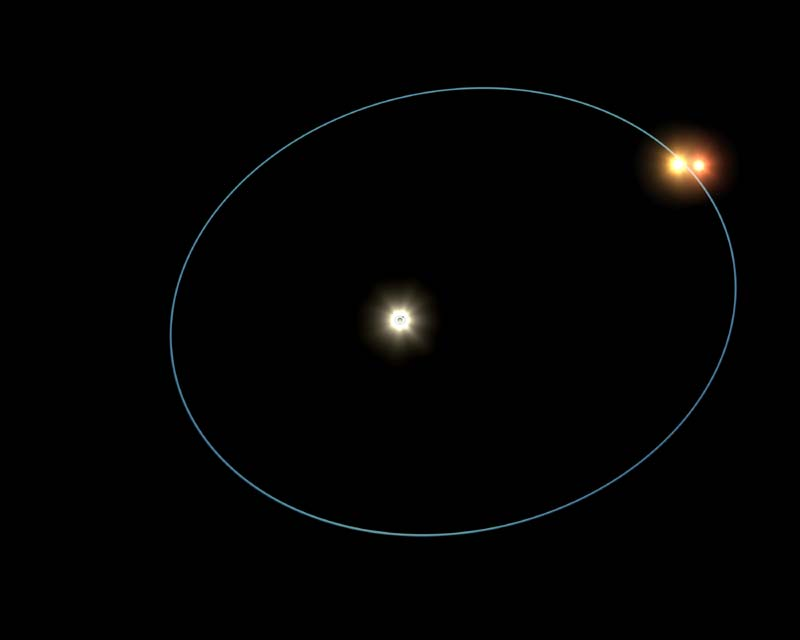
Systém tří hvězd

Vícenásobná hvězda je systém dvou nebo více hvězd vzájemně svázaných gravitační silou. Systém o dvou složkách se nazývá dvojhvězda.
Většina hvězd v galaxii je součástí nějakého vícenásobného systému (dvojhvězda, trojhvězda...). Samostatné hvězdy jako např. Slunce patří spíš mezi výjimky. Vícenásobné systémy jsou v astronomii důležité, neboť jejich pomocí je možné stanovit hmotnost i velikost jednotlivých hvězd.